# Departamentul Cerro Largo
Cerro Largo este un departament în Uruguay.

## Așezare
Departamentul „Cerro Largo” se găsește în estul țării, fiind învecinat cu departamentele Rivera, Tacuarembó, Durazno și Treinta y Tres și cu Brazilia. 

## Date geografice
Lanțul muntos „Cuchilla Grande” împarte departamentul în nord-vest, fiind bazinul râului „Río Negro”, iar în sud-est regiunea „Laguna Merín”. Departamentul în sud este deluros. Are la suprafață un strat de cristalin. Spre nord versanții sunt abrubți.
Coordonate: 32° 26' 34" S, 54° 19' 45" W